# Powiat de Skarżysko
Le powiat de Skarżysko-Kamienna (en polonais : powiat skarżyski) est un powiat appartenant à la voïvodie de Sainte-Croix dans le centre-sud de la Pologne.

## Division administrative
Le powiat de Skarżysko-Kamienna comprend 5 communes.
- 1 commune urbaine : Skarżysko-Kamienna ;
- 3 communes rurales : Bliżyn, Łączna et Skarżysko Kościelne ;
- 1 commune mixte : Suchedniów.